# Едґар Бухвальдер
Едґар Бухвальдер (2 серпня 1916 — 9 квітня 2009) — швейцарський велогонщик.
Срібний призер Олімпійських Ігор 1936 року в командній шосейній гонці.
Чемпіон світу з велоперегонів на шосе 1936 року в аматорській груповій шосейній гонці.